# 우주 발사 시스템
우주 발사 시스템(宇宙發射System, 영어: Space Launch System, SLS)은 NASA가 개발중인, 우주왕복선에서 파생된 대형 우주발사체다. 이것은 지금은 취소된 컨스텔레이션 계획에 따라 개발하기 시작했으며, 퇴역한 우주왕복선을 대체할 것이다. 2010년 NASA는 아레스 I과 아레스 V 로켓을 유인 및 화물 운송용으로 사용할 수 있는 단일 우주발사체로 변경하고자 했었다.
이 계획은 시간이 지나면서 더 강력한 우주발사체를 개발하는 것으로 격상되었다. 초기 블록 I 버전은 상단이 없는 상태에서 70톤을, 블록 IB 버전은 105톤을 지구저궤도(LEO)에 수송할 수 있다. 탐사용 상단과 고급형 부스터를 탑재한 블록 II 버전은 지구저궤도에 최소 130톤에서 약 155톤의 유료하중을 수송할 수 있도록 계획되어있다.
SLS는 우주비행사와 우주선을 지구에서 가까이 있는 소행성, 달, 화성 및 지구의 라그랑주점 대부분에 수송할 수 있어야한다. 또한 필요한 경우 국제 우주 정거장으로의 수송도 가능해야한다. SLS 계획은 NASA의 오리온 우주선과 통합되어, 네 명의 우주비행사가 캡슐형의 승무원 모듈로 지구에 귀환할 수 있다. SLS는 플로리다에 있는 NASA의 케네디 우주 센터의 시설을 사용한다. 블록 I 변형 발사체의 첫번째 시험 발사인 탐사 임무 1은 2017년에 예정되어있다.
오리온 우주선을 2024년까지 달에 착륙시킬 계획이다. 1967년 새턴 5호가 118톤, 1981년 컬럼비아 우주왕복선이 24.5톤, 1987년 에네르기아 우주왕복선이 100톤을 운반했는데, 이보다 훨씬 대형인 130톤 운반능력의 로켓이다.
강한 추진력을 가진 로켓이긴 하지만 추진력이 쓸데없이 강한 것은 낭비라는 의견도 있다.
| 비행 번호 | 날짜, 시간 (UTC)       | 구성         | 페이로드                                 | 궤도                 | 결과 |
| --------- | ---------------------- | ------------ | ---------------------------------------- | -------------------- | ---- |
| 1         | 2022년 11월 16일 06:47 | 블록 1       | 아르테미스 1 (오리온, ESM) (10개 큐브샛) | TLI                  | 성공 |
| 2         | 2025년 9월             | 블록 1 크루  | 아르테미스 2 (오리온, ESM)               | TLI                  | 예정 |
| 3         | 2026년 9월             | 블록 1 크루  | 아르테미스 3 (오리온, ESM)               | 셀레노 센트릭        | 예정 |
| 4         | 2028년 9월             | 블록 1B 크루 | 아르테미스 4 (오리온, ESM) I-HAB         | 셀레노 센트릭 (NRHO) | 예정 |
| 5         | 2030년 3월             | 블록 1B 크루 | 아르테미스 5 (오리온, ESM) ESPRIT        | 셀레노 센트릭 (NRHO) | 예정 |

## 같이 보기
- 창정 9호 - 아레스 V 로켓과 동일한, 130톤 위성을 쏘아올린다
- 루나 게이트웨이
- 오리온 우주선